# Tomohide Nakazawa
Tomohide Nakazawa (japanisch 中澤 友秀 Nakazawa Tomohide; * 13. September 1980 in der Präfektur Kanagawa) ist ein ehemaliger japanischer Fußballspieler.

## Karriere
Nakazawa erlernte das Fußballspielen in der Jugendmannschaft von Yokohama Flügels. Seinen ersten Vertrag unterschrieb er 1999 bei den Denso. Der Verein spielte in der dritthöchsten Liga des Landes, der Japan Football League. 2001 wechselte er zum Zweitligisten Yokohama FC. Für den Verein absolvierte er 24 Ligaspiele. Ende 2002 beendete er seine Karriere als Fußballspieler.